# Prophets, Seers & Sages: The Angels of the Ages
| Recensione              | Giudizio   |
| ----------------------- | ---------- |
| AllMusic                | [ 2 ]      |
| Sputnikmusic            | 3.2 (Good) |
| Piero Scaruffi          | [ 4 ]      |
| Dizionario del Pop-Rock | [ 5 ]      |
| 24.000 dischi           | [ 6 ]      |

Prophets, Seers & Sages: The Angels of the Ages è il secondo album in studio del gruppo folk psichedelico inglese Tyrannosaurus Rex, poi chiamato T. Rex. Il disco è uscito nel 1968.

## Tracce

### LP
Lato A
Testi e musiche di Marc Bolan.
1. Deboraarobed – 3:32
2. Stacey Grove – 1:57
3. Wind Quartets – 2:55
4. Conesuala – 2:23
5. Trelawny Lawn – 1:45
6. Aznageel the Mage – 1:58
7. The Friends – 1:18

Lato B
Testi e musiche di Marc Bolan.
1. Salamanda Palaganda – 2:13
2. Our Wonderful Brownskin Man – 0:50
3. O Harley (The Saltimbanques) – 2:18
4. Eastern Spell – 1:40
5. The Travelling Tragition – 1:47
6. Juniper Suction – 1:47
7. Scenescof Dynasty – 4:08

### CD
Edizione CD del 2004, pubblicato dalla A&M Records (982 251-0)
Testi e musiche di Marc Bolan.
1. Deboraarobed – 3:32
2. Stacey Grove – 1:57
3. Wind Quartets – 2:55
4. Conesuala – 2:23
5. Trelawny Lawn – 1:45
6. Aznageel the Mage – 1:58
7. The Friends – 1:18
8. Salamanda Palaganda – 2:13
9. Our Wonderful Brownskin Man – 0:50
10. O Harley (The Saltimbanques) – 2:18
11. Eastern Spell – 1:40
12. The Travelling Tragition – 1:47
13. Juniper Suction – 1:47
14. Scenescof Dynasty – 4:08
15. One Inch Rock (Single 'A' Side) – 1:47 – Traccia bonus
16. Nickelodeon (Take 1) – 2:03 – Traccia bonus
17. Wind Quartets (Take 1) – 2:55 – Traccia bonus
18. Conesuala (Take 9) – 2:25 – Traccia bonus
19. Trelawny Lawn (Take 1) – 1:49 – Traccia bonus
20. Aznageel the Mage (Take 1) – 1:55 – Traccia bonus
21. Salamanda Palaganda (Take 4) – 2:14 – Traccia bonus
22. Our Wonderful Brownskin Man (Take 2) – 0:51 – Traccia bonus
23. O Harley (The Saltimbanques) (Take 4) – 2:22 – Traccia bonus
24. Eastern Spell (Take 5) – 1:43 – Traccia bonus
25. The Travelling Tragition (Take 2) – 1:46 – Traccia bonus
26. Juniper Suction (Take 4) – 1:13 – Traccia bonus
27. Scenescof Dynasty (Take 4) – 4:07 – Traccia bonus
28. One Inch Rock (Take 3) – 1:51 – Traccia bonus

## Formazione
- Marc Bolan - voce, chitarra
- Steve Peregrin Took - bongos, voce, tamburo parlante, batteria, percussioni assortite (kazoo, pixiephone, gong cinese)

Note aggiuntive
- Tony Visconti - produttore (per la Straight Ahead Productions)
- Registrazioni effettuate al Trident Studios di Londra (Inghilterra)
- Malcolm Toft - ingegnere delle registrazioni
- Pete Sanders - foto copertina album

## Classifica
Singoli
| Anno | Titolo del brano | Classifica             | Posizione raggiunta |
| ---- | ---------------- | ---------------------- | ------------------- |
| 1968 | One Inch Rock    | Official Singles Chart | 28                  |